# Reg White
Reginald James White (conocido como Reg White; Brightlingsea, 28 de octubre de 1935-Brightlingsea, 27 de mayo de 2010) fue un deportista británico que compitió en vela en la clase Tornado. Fue padre del también regatista Robert White.
Participó en los Juegos Olímpicos de Montreal 1976, obteniendo una medalla de oro en la clase Tornado. Ganó cuatro medallas en el Campeonato Mundial de Tornado entre los años 1975 y 1979, y tres medallas en el Campeonato Europeo de Tornado entre los años 1973 y 1976.
Falleció 27 de mayo de 2010 mientras estaba navegando en la Brightlingsea One-Design.

## Palmarés internacional
| Juegos Olímpicos   | Juegos Olímpicos         | Juegos Olímpicos | Juegos Olímpicos |
| Año                | Lugar                    | Medalla          | Clase            |
| ------------------ | ------------------------ | ---------------- | ---------------- |
| 1976               | Montreal (Canadá)        | Medalla de oro   | Tornado          |
| Campeonato Mundial |                          |                  |                  |
| Año                | Lugar                    | Medalla          | Clase            |
| 1975               | Copenhague (Dinamarca)   | Medalla de plata | Tornado          |
| 1976               | Sídney (Australia)       | Medalla de oro   | Tornado          |
| 1978               | Weymouth (Reino Unido)   | Medalla de plata | Tornado          |
| 1979               | Kiel (Alemania)          | Medalla de oro   | Tornado          |
| Campeonato Europeo |                          |                  |                  |
| Año                | Lugar                    | Medalla          | Clase            |
| 1973               | Torbole (Italia)         | Medalla de oro   | Tornado          |
| 1975               | La Baule (Francia)       | Medalla de plata | Tornado          |
| 1976               | Medemblik (Países Bajos) | Medalla de oro   | Tornado          |